# 位相欠陥
数学、物理学における位相欠陥(いそうけっかん、トポロジカルソリトンと呼ばれることもある)とは、ホモトピー非同値な境界条件の存在に起因する偏微分方程式や場の量子論の解のことである。
位相欠陥は、通常、微分方程式において保たれる非自明なホモトピー群によって特徴づけられる境界条件によって生じる。微分方程式のこれらの解は、トポロジカルに異なり、その違いはホモトピー類により分類される。
位相欠陥は摂動に対して安定なだけでなく、崩壊したりすることはない。数学的な言葉でいえば、連続変形により(ホモトピー的に)自明な解に移ることはないということである。
位相欠陥の例として、可解系におけるソリトン(孤立波)や、結晶材料におけるらせん転位、場の量子論におけるWess-Zumino-Witten模型のスキルミオンなどがある。
位相欠陥は、物性物理学における相転移の駆動力となっているとされる。代表的な例として、液晶におけるらせん転位や刃状転位、超伝導体における磁束、超流動における渦などのラムダ転移の普遍性類を持つ系に見られる。

## 宇宙論における位相欠陥
いくつかの種類の大統一理論では、初期宇宙における位相欠陥の生成が予言される。ビッグバン理論によると、宇宙が冷える過程で相転移が何度か起こるとされる。宇宙論における位相欠陥は、宇宙初期に起こる相転移に関していくつかの理論的で予言される安定な配位として現れる。

### 対称性の破れ
初期宇宙では、対称性の破れ方によって決まる様々なソリトンが、ヒッグス機構に伴って生成されると考えられている。よく知られたものには、モノポール、宇宙ひも、ドメインウォール、スキルミオン、テクスチャーがある。
宇宙が膨張し、冷えていく過程で、物理法則の対称性が破れている領域は光速で広がっていくが、別の対称性の破れ方をしている領域が互いに接触するとき、その界面に位相欠陥が生成されることが想定される。周囲の対称性が破れた後でも、位相欠陥の上では元の対称性が破れずに保たれる。

### 位相欠陥の種類
相転移の際に破れる対称性や、相転移後のスカラー場（ヒッグス場）のポテンシャルの真空構造のホモトピー的な性質により、以下のような位相欠陥が考えられる。
- ドメインウォール：真空のなす空間が連結でないとき、離散的な対称性が破れ、領域により異なる真空が選ばれる。異なる真空にある領域の間に形成されるのがドメインウォールである。これらの壁は、泡のように宇宙を分離する。
- 宇宙ひも：真空のなす空間が単連結（閉じたループを連続変形で1点に潰すことができる）ではない場合、対称性の破れにともなって1次元的に伸びたひも状の物体が形成される。
- モノポール：真空のなす空間内に連続変形で1点に潰すことができない球面 S2 が存在するとき、対称性の破れにともなって、点状の物体が形成される。この物体は磁荷を持つと予言されている。(磁気単極子とも呼ばれる)
- テクスチャー：上記の例よりも大きく複雑な対称性の破れに伴い形成される。テクスチャーは、他の位相欠陥のように局在化するわけではなく、不安定である。これらの位相欠陥の、もっと複雑な組み合わせも可能である。

### 観測
宇宙論で想定される位相欠陥は超高エネルギー現象であり、地球上での実験で作り出すことは不可能であるが、初期宇宙に生成されたものは理論的には観測可能であるとされる。現在のところ、そのようなものは観測されておらず、ある種類の位相欠陥については、観測事実と矛盾する。特にドメインウォールやモノポールは、もし存在するならば、観測事実とは大きく違った結果を導くことになる。よって、宇宙の観測可能な範囲にこれらの生成を予言する理論の大部分は排除されることになる。（宇宙のインフレーションも参照）
一方、宇宙ひもは、宇宙の大規模構造の形成に関わる宇宙初期の重力源として提唱されてきた。同様に、テクスチャーも観測事実と矛盾しない。2007年の終わり頃、WMAPコールドスポットは、その方向にテクスチャーが存在していることの兆候であるとの解釈が提唱された。

## 図

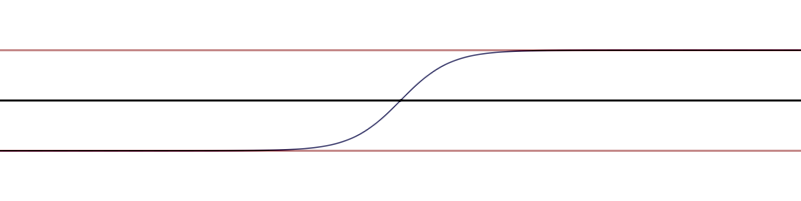
1+1次元時空上での の静的な解

速度 ±sinh(0.05) でソリトンと反ソリトンが衝突、対消滅する様子